# Software-Schule Schweiz
Die Software-Schule Schweiz  (SWS) ist Teil der Berner Fachhochschule, Technik und Informatik. Sie umfasst alle Weiterbildungsprogramme in Informatik und IT.

## Geschichte
Die SWS wurde 1979 vom Bund zur Förderung der Informatik-Ausbildung in der Schweiz gegründet. Ausgelöst durch Überlegungen und Forderungen der ETH und wichtigen Vertretern der Industrie, wurde dazu ein Förderungsprogramm (Impulsprogramm) des Bundes durch das eidgenössische Volkswirtschaftsdepartement ins Leben gerufen. Die ersten Ausbildungsgänge waren Vollzeit-Studien, die bis Mitte der 90er Jahre durchgeführt wurden. Mit den veränderten Anforderungen an berufliche Weiterbildung werden heute ausschliesslich berufsbegleitende Studiengänge durchgeführt.

## Ausrichtung
Die SWS bedient die regionale und nationale Industrie und Wirtschaft mit einem breiten Weiterbildungsangebot für IT-Mitarbeiter.
Die Studiengänge richten sich an Informatiker, Wirtschaftsinformatiker, Ingenieure und weitere Absolventen einer Hochschule, sowie «Sur Dossier» an Absolventen höherer Fachschulen im Bereich Informatik und Technik. Die Studiengänge sind bolognakonform und nach europäischen ECTS-Normen gestaltet, das Master of Advanced Studies in Information Technology ist eidgenössisch anerkannt.

## Berufsbilder

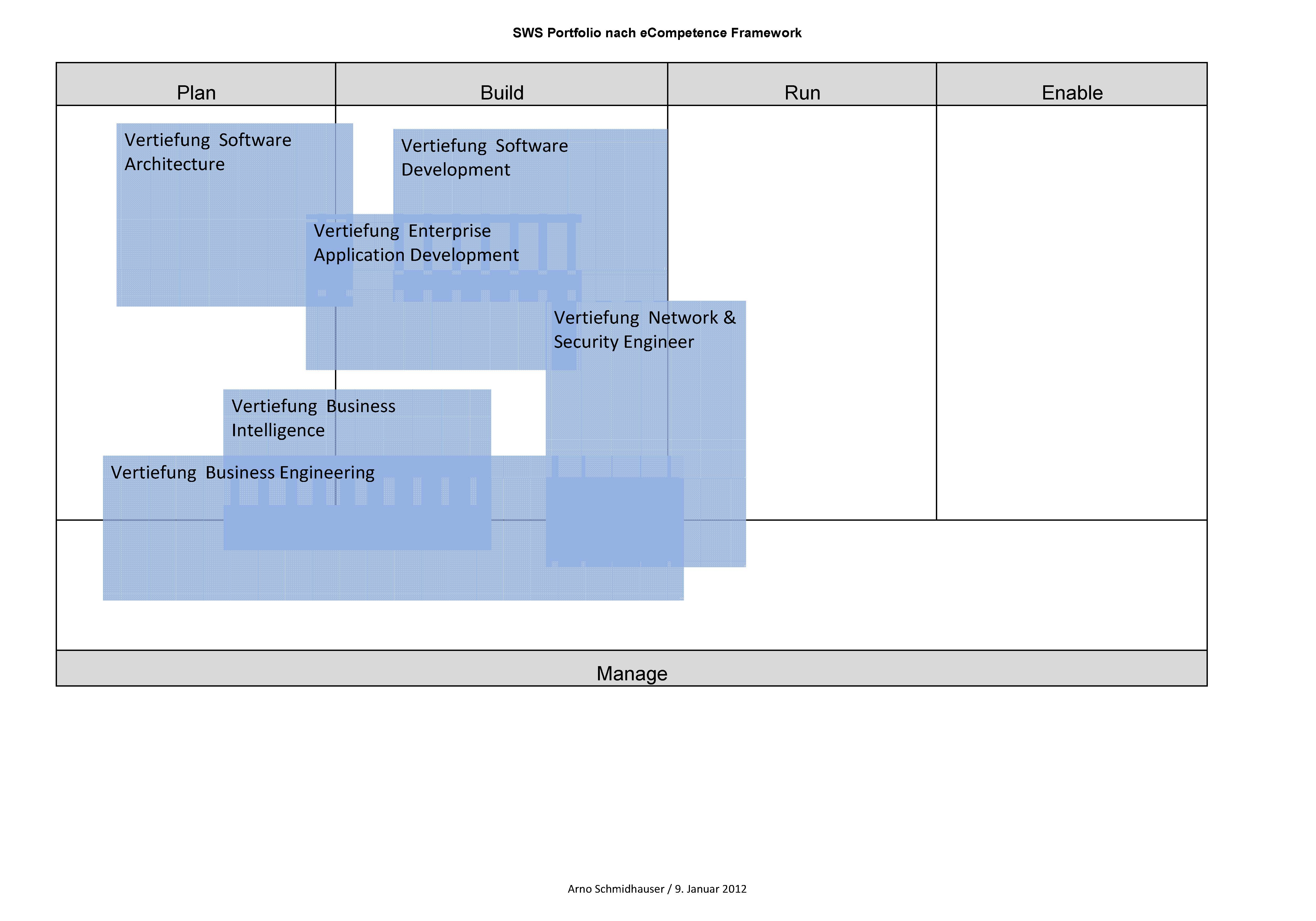
Die Vertiefungsrichtungen nach dem Plan-Build-Run-Enable-Manage Schema

Alle Studiengänge sind entlang von Berufsbildern ausgerichtet und übernehmen für die Anerkennung von Berufsleistungen die Konzepte des European e-Competence Framework. Sechs Berufsbilder und entsprechend sechs Vertiefungsrichtungen stehen im Zentrum der Lehrgänge in den Master- und Diplomprogrammen:
- Business Engineering / Business Analysis
- Business Intelligence
- Enterprise Application Development
- Networking and Security
- Software Architecture
- Software Development

Der Lebenszyklus von IT-Systemen kann nach dem Plan-Build-Run-Enable-Manage-Schema dargestellt werden, und damit natürlich auch die Schwerpunkte in den Ausbildungszielen der SWS-Studiengänge.

## Studiengänge

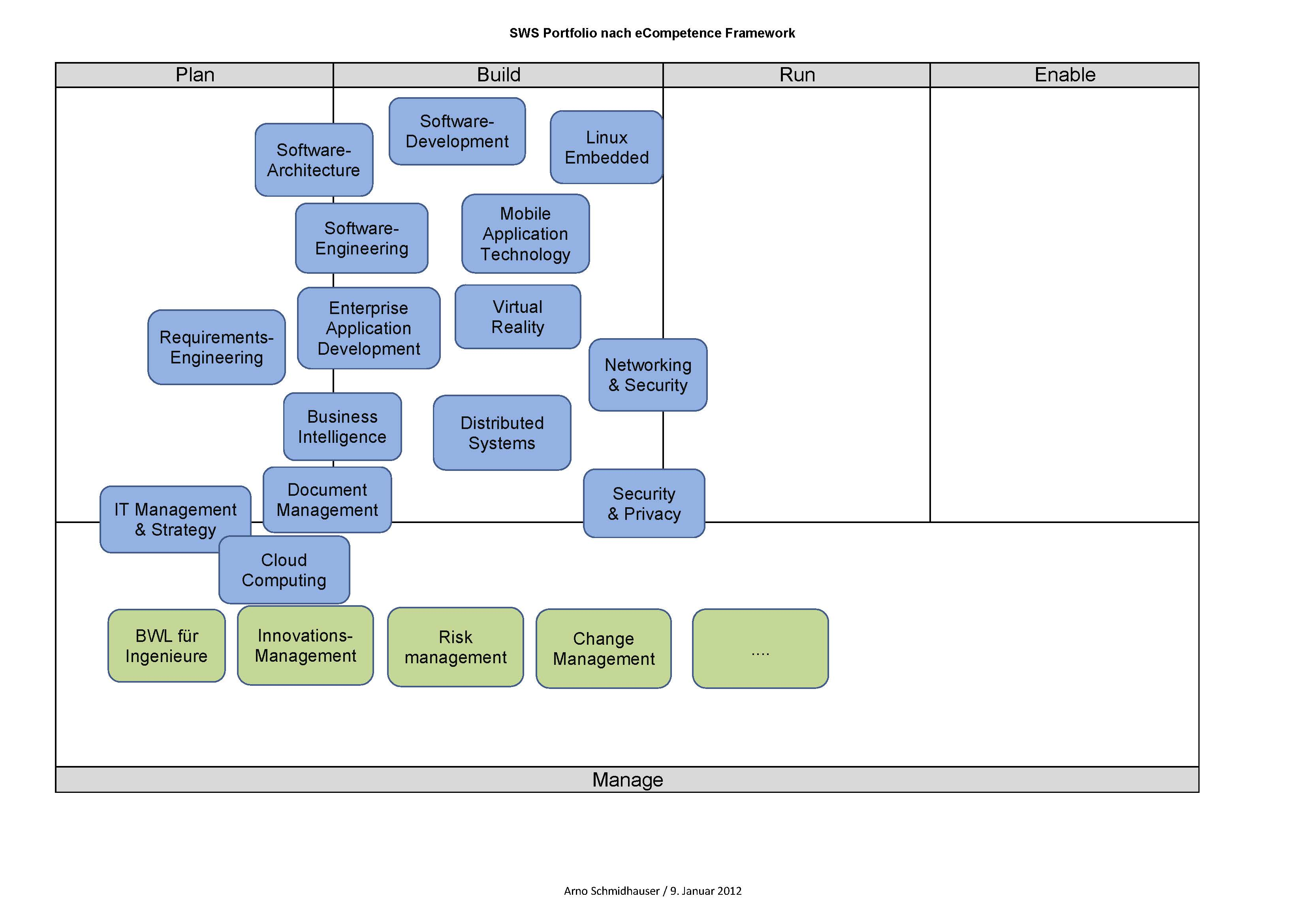
Die CAS-Module nach dem Plan-Build-Run-Enable-Manage Schema

- Certificate of Advanced Studies in Information Technology(CAS-Module[3])
- Diploma of Advanced Studies in Information Technology (DAS-IT)
- Master of Advanced Studies in Information Technology (MAS-IT)

CAS-Module sind sowohl eigenständige Studiengänge wie elementare Bausteine des DAS-IT und MAS-IT.

## Organisation
Die Studiengänge sind berufsbegleitend. Das MAS-IT dauert in der Regel 5 Semester, das DAS 3 Semester, das CAS 1 Semester. Alle Studiengänge richten sich in Umfang und Anforderungen nach den Richtlinien der KFH aus.

## Kooperationen
Innerhalb der Berner Fachhochschule besteht eine Zusammenarbeit mit dem Fachbereich Informatik, verschiedenen Instituten, insbesondere ICT-Based Management, dem Fachbereich Wirtschaft, und dem Fachbereich Elektro- und Kommunikationstechnik. Ein grosser Teil der Dozierenden sind nebenamtlich tätig und arbeiten in Fach- und Führungspositionen in Unternehmen und KMU's. Daneben bestehen Ausbildungsprojekte mit internationalen Engineering und Informatikunternehmen.